# Скирон
Скирон (грч. Σκίρων) је у грчкој митологији било име више личности.

## Митологија
Био је један од богова ветра, тачније бог северозападног ветра. Замишљан је као брадати старац који нагиње казан и најављује почетак зиме.
У предањима је познат још један Скирон о коме постоје различите приче. Према једној, он је био Пелопов или Посејдонов син који је на Коринтској превлаци, на стени високо изнад мора, заустављао путнике и терао их да му перу ноге. Они би послушали његов захтев, али када би почели да му перу ноге, он би их шутнуо у море, где би постајали храна џиновској корњачи. Међутим, једном је набасао на Тезеја, који га је ухватио за ноге и бацио у море. Море није хтело да прихвати тело разбојника и његове кости су се скамениле, те су од њих настале беле Скиронске стене. Према предању из Мегаре, Скирон је био племенити јунак, ожењен Кихрејевом кћерком Хариклом, са којом је имао кћерку Ендеиду. И у овој причи је Скирона убио Тезеј, приликом напада на Елеусину. Пошто су њихове мајке, Етра и Хениона, биле сестре, Тезеј је основао истамске игре у част свог рођака. Према другој верзији, Скирон је био син мегарског краља Пиле, а ожењен кћерком атинског краља Пандиона. Након смрти таста, сукобио се са шураком Нисом око превласти над Мегаром. Изабрали су да Еак арбитрира у овом спору и он је престо доделио Нису, а Скирона поставио за заповедника војске. Неки извори указују да је овај Скирон различита личност од Скирона разбојника. О Скирону су писали Аполодор, Диодор, Хигин, Паусанија и Плутарх.

## Тумачење
Према Роберту Гревсу, судбина светих краљева је била да падом са литице окончају своју владавину. У миту, то се није десило само Скирону, већ и Кефалу, Талу и Ифиту. Заправо, бацањем светог краља или његовог заменика у море, указивана је част богињи Атени или Ини. Скироново име указује на бели сунцобран, који се носио на свечаним поворкама у Атини и који је можда служио да ублажи пад.

## Уметност
Паусанија је извештавао да је у забати краљевске стое у Атини била постављена група фигура од печене глине које су приказивале Тезеја како баца Скирона у море.

## Биологија
Латинско име ових личности (Sciron) је назив за род у оквиру групе инсеката.